# Walter Kraatz
Walter Kraatz, als Schauspieler Walter Raat-Kraatz (* 17. August 1912; † nach 1963), war ein deutscher Filmschauspieler und Kostümbildner.

## Leben und Wirken
Mit nicht ganz 20 Jahren begann Kraatz vor die Kamera zu treten und übernahm zum Teil winzige Nebenrollen zwischen 1932 (Skandal in der Parkstraße) und 1938 (Der Tag nach der Scheidung). Nach seinem Kriegsdienst nahm Raat einen Berufswechsel vor und trat seit Ende der 1940er Jahre, zunächst im Dienste der Berolina-Film Kurt Ulrichs, später auch für Artur Brauners CCC, für anderthalb Jahrzehnte unter dem Namen Walter Kraatz als Kostümbildner in Erscheinung. Hier entwarf Kraatz die Kleider zu kommerziell erfolgreichen Heimatfilmen wie Hans Deppes Grün ist die Heide und Wenn der weiße Flieder wieder blüht, seltener zu ambitionierten Geschichtsstoffen wie Falk Harnacks Der 20. Juli und Unruhige Nacht. 1962 endete Kraatzens Kinokarriere, und nach zwei Tätigkeiten für das deutsche Fernsehen 1963/64 verschwand er aus dem Blickfeld der Öffentlichkeit.

## Filmografie
Als Kostümbildner:
- 1949: Eine Nacht im Séparée
- 1951: Johannes und die 13 Schönheitsköniginnen
- 1951: Grün ist die Heide
- 1952: Mikosch rückt ein
- 1952: Der Fürst von Pappenheim
- 1952: Das Land des Lächelns
- 1953: Hurra – ein Junge!
- 1953: Wenn der weiße Flieder wieder blüht
- 1953: Heimlich, still und leise
- 1953: Hollandmädel
- 1953: Wenn am Sonntagabend die Dorfmusik spielt
- 1954: Emil und die Detektive
- 1954: … und ewig bleibt die Liebe
- 1954: Auf der Reeperbahn nachts um halb eins
- 1954: Die schöne Müllerin
- 1954: Phantom des großen Zeltes
- 1954: Canaris
- 1955: Der 20. Juli
- 1955: Der Hauptmann und sein Held
- 1955: Du mein stilles Tal
- 1956: Beichtgeheimnis
- 1957: Einmal eine große Dame sein
- 1957: Siebenmal in der Woche
- 1957: Viktor und Viktoria
- 1958: Wehe, wenn sie losgelassen
- 1958: Unruhige Nacht
- 1958: Der Stern von Santa Clara
- 1959: Peter schießt den Vogel ab
- 1959: Lockvogel der Nacht
- 1960: Café Europa (G.I. Blues)
- 1960: Ich zähle täglich meine Sorgen
- 1961: Café Oriental
- 1962: Frauenarzt Dr. Sibelius
- 1962: Wenn die Musik spielt am Wörthersee
- 1963: Der Tod eines Handlungsreisenden (Fernsehfilm)
- 1964: Das Kriminalgericht (vierteilige ZDF-Serie)